# گودرون گوتشلیچ
گودرون گوتشلیچ (انگلیسی: Gudrun Gottschlich؛ زادهٔ ۲۳ مهٔ ۱۹۷۰) بازیکن فوتبال اهل آلمان است.
از باشگاه‌هایی که در آن بازی کرده‌است می‌توان به اشاره کرد.
وی همچنین در تیم ملی فوتبال زنان آلمان بازی کرده‌است.